# Фердинан Ойоно
Фердинан Леополд Ойоно (на френски: Ferdinand Léopold Oyono) е камерунски писател и политик от Демократичното обединение на камерунския народ.
Той е роден на 14 септември 1929 година в Нгулемаконг. През 1950-те години става известен с няколко романа на френски, най-важният сред които е „Une vie de boy“ (1956). Те имат предимно антиколониална тематика и са смятани за класически книги на африканската литература от 20 век.
След като Камерун получава независимост Ойоно, заема редица дипломатически и политически постове. От 1992 до 1997 година е министър на външните работи, а от 1997 до 2007 година – министър на културата. Постоянен представител в ООН, посланик в редица страни на Камерун.
Фердинан Ойоно умира в Яунде на 10 юни 2010 г.